# Мурсілі II
Мурсілі II — цар хеттів у 1333-1306 до н. е. Молодший син Суппілуліуми I.
На початку свого правління зіткнувся із антихеттськими заворушеннями в Кадеші, Нухаші і Кіззуватні, які придушив з усією рішучістю. Перейшов у наступ у Західній Анатолії, розгромивши в битві при Вальмі військо арцавського царя Уххациті і посадивши на місцевий престол свого ставленика (1330 рік до н. е.). Наступного року встановив фактичний протекторат над Троєю, долиною Сеха і Мирою.
У 1324 до н. е. з військом з'явився у Сирії, відвоював Каркеміш і Халап та уклав мирні угоди з Угаритом і Амурру. Наступного року — тимчасово приєднав до хеттської держави царство Ацци-Хаяса.
Не надто успішними були війни Мурсілі II із касками, в боротьбі з якими хетти врешті-решт змушені були перейти до оборони. На заході намісники царя без особливого успіху боролися з морським розбоєм, від якого страждало анатолійське узбережжя від Лікії до Лесбоса. Мурсілі II вирушив до Мілета, який зажив слави піратської бази. Мілетці опору не чинили, але й піратів не видали, тож цар змушений був повернутися ні з чим.